# Verjoyansk
Verjoyansk (en ruso: Верхоянск; en yakuto: Верхоянскай) es una ciudad en la República de Sajá, en la Siberia Oriental de Rusia. Se encuentra a orillas del río Yana, entre la cordillera Verjoyansk y los montes Cherski, a unos 675 km de Yakutsk. Con 1201 habitantes es una de las poblaciones más pequeñas con estatus de ciudad.

## Historia
Su origen data de 1638, cuando se creó un asentamiento cosaco a 90 km al suroeste del actual emplazamiento. En 1775 el asentamiento fue desplazado hacia la orilla izquierda del río Yana, para facilitar la recogida de impuestos. En 1817 Verjoyansk recibió el título de ciudad.
Hasta 1917 fue una localidad receptora de exiliados políticos. El primer exiliado fue el poeta Vikenti Puzitski, quien participó en el levantamiento polaco de 1863-1864. Entre otros exiliados figuran el miembro del movimiento revolucionario de los años 60 del siglo XIX, Iván Judiakov, el revolucionario polaco y etnógrafo Wacław Sieroszewski, y los revolucionarios Iván Babushkin, Víktor Nogin, y S. A. Stopani.
En 1922 se creó una fosa común, donde están enterrados los soldados del Ejército Rojo que murieron en la guerra civil rusa protegiendo la ciudad de los blancos.
También a unos kilómetros se puede encontrar un GULAG, al que los soviéticos enviaron a habitantes independentistas.

## Población
En Verjoyansk hay 1311 habitantes, de los cuales el 75% son yakutos y solo el 24% son rusos. El 1% restante son de otras etnias, como los evenkis. Estas etnias conviven desde 1638, cuando la ciudad fue construida por los rusos y enseguida atrajo a mucha población yakuta de la zona (norte de Yakutia).

## Economía
La economía de la ciudad se basa en la agricultura y la cría de ganado: caballos, renos, y el negocio de pieles. Hay un centro maderero. En el río hay un embarcadero.

## Clima

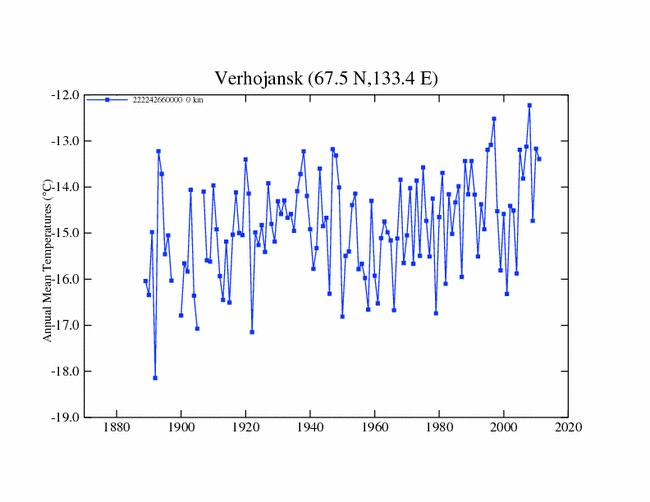
Termografía del aire en casilla, 1888 a 2012

Verjoyansk posee un clima continental fuerte y es conocida por sus bajas temperaturas invernales. La media de enero es de -46,2 °C y la oscilación térmica anual es muy alta, ya que en julio se alcanzan los 15,2 °C. El récord de temperatura más bajo data del 7 de febrero de 1892, con -70 °C y el más alto data del 20 de junio de 2020 con 38 °C.
| Parámetros climáticos promedio de Verjoyansk (1991-2020) | Parámetros climáticos promedio de Verjoyansk (1991-2020) | Parámetros climáticos promedio de Verjoyansk (1991-2020) | Parámetros climáticos promedio de Verjoyansk (1991-2020) | Parámetros climáticos promedio de Verjoyansk (1991-2020) | Parámetros climáticos promedio de Verjoyansk (1991-2020) | Parámetros climáticos promedio de Verjoyansk (1991-2020) | Parámetros climáticos promedio de Verjoyansk (1991-2020) | Parámetros climáticos promedio de Verjoyansk (1991-2020) | Parámetros climáticos promedio de Verjoyansk (1991-2020) | Parámetros climáticos promedio de Verjoyansk (1991-2020) | Parámetros climáticos promedio de Verjoyansk (1991-2020) | Parámetros climáticos promedio de Verjoyansk (1991-2020) | Parámetros climáticos promedio de Verjoyansk (1991-2020) |
| Mes                                                      | Ene.                                                     | Feb.                                                     | Mar.                                                     | Abr.                                                     | May.                                                     | Jun.                                                     | Jul.                                                     | Ago.                                                     | Sep.                                                     | Oct.                                                     | Nov.                                                     | Dic.                                                     | Anual                                                    |
| -------------------------------------------------------- | -------------------------------------------------------- | -------------------------------------------------------- | -------------------------------------------------------- | -------------------------------------------------------- | -------------------------------------------------------- | -------------------------------------------------------- | -------------------------------------------------------- | -------------------------------------------------------- | -------------------------------------------------------- | -------------------------------------------------------- | -------------------------------------------------------- | -------------------------------------------------------- | -------------------------------------------------------- |
| Temp. máx. abs. (°C)                                     | -9.5                                                     | -0.3                                                     | 5.6                                                      | 14.3                                                     | 28.1                                                     | 38.0                                                     | 37.3                                                     | 33.7                                                     | 25.1                                                     | 14.5                                                     | 1.1                                                      | -5.3                                                     | 38.0                                                     |
| Temp. máx. media (°C)                                    | -41.6                                                    | -36.7                                                    | -18.8                                                    | -1.8                                                     | 10.3                                                     | 20.6                                                     | 23.4                                                     | 19.2                                                     | 8.7                                                      | -8.5                                                     | -30.0                                                    | -40.6                                                    | -8                                                       |
| Temp. media (°C)                                         | -44.7                                                    | -42.1                                                    | -28.9                                                    | -10.9                                                    | 4.2                                                      | 13.9                                                     | 16.5                                                     | 12.1                                                     | 2.8                                                      | -13.4                                                    | -33.7                                                    | -43.6                                                    | -14                                                      |
| Temp. mín. media (°C)                                    | -47.7                                                    | -46.3                                                    | -37.4                                                    | -20.4                                                    | -2.0                                                     | 7.3                                                      | 10.0                                                     | 5.7                                                      | -1.9                                                     | -18.0                                                    | -37.3                                                    | -46.3                                                    | -19.5                                                    |
| Temp. mín. abs. (°C)                                     | -66.6                                                    | -67.8                                                    | -60.3                                                    | -57.2                                                    | -34.2                                                    | -7.9                                                     | -3.2                                                     | -9.9                                                     | -21.7                                                    | -48.7                                                    | -57.2                                                    | -64.5                                                    | -67.8                                                    |
| Precipitación total (mm)                                 | 6                                                        | 5                                                        | 5                                                        | 4                                                        | 16                                                       | 30                                                       | 34                                                       | 30                                                       | 22                                                       | 13                                                       | 11                                                       | 6                                                        | 182                                                      |
| Nevadas (cm)                                             | 20                                                       | 22                                                       | 24                                                       | 18                                                       | 1                                                        | 0                                                        | 0                                                        | 0                                                        | 0                                                        | 5                                                        | 12                                                       | 16                                                       | 118                                                      |
| Días de lluvias (≥ 1 mm)                                 | 0                                                        | 0                                                        | 0                                                        | 1                                                        | 8                                                        | 14                                                       | 14                                                       | 14                                                       | 10                                                       | 0.4                                                      | 0                                                        | 0                                                        | 61.4                                                     |
| Días de nevadas (≥ 1 mm)                                 | 17                                                       | 16                                                       | 12                                                       | 9                                                        | 8                                                        | 1                                                        | 0.3                                                      | 0.4                                                      | 8                                                        | 17                                                       | 18                                                       | 16                                                       | 122.7                                                    |
| Horas de sol                                             | 6                                                        | 84                                                       | 219                                                      | 280                                                      | 309                                                      | 354                                                      | 327                                                      | 219                                                      | 132                                                      | 84                                                       | 26                                                       | 1                                                        | 2041                                                     |
| Humedad relativa (%)                                     | 74                                                       | 74                                                       | 69                                                       | 63                                                       | 58                                                       | 57                                                       | 61                                                       | 69                                                       | 74                                                       | 78                                                       | 77                                                       | 75                                                       | 69.1                                                     |
| Fuente n.º 1: Погода и климат                            |                                                          |                                                          |                                                          |                                                          |                                                          |                                                          |                                                          |                                                          |                                                          |                                                          |                                                          |                                                          |                                                          |
| Fuente n.º 2: NOAA (Horas de sol, 1961-1990)             |                                                          |                                                          |                                                          |                                                          |                                                          |                                                          |                                                          |                                                          |                                                          |                                                          |                                                          |                                                          |                                                          |